# Wasyl Stefanyk

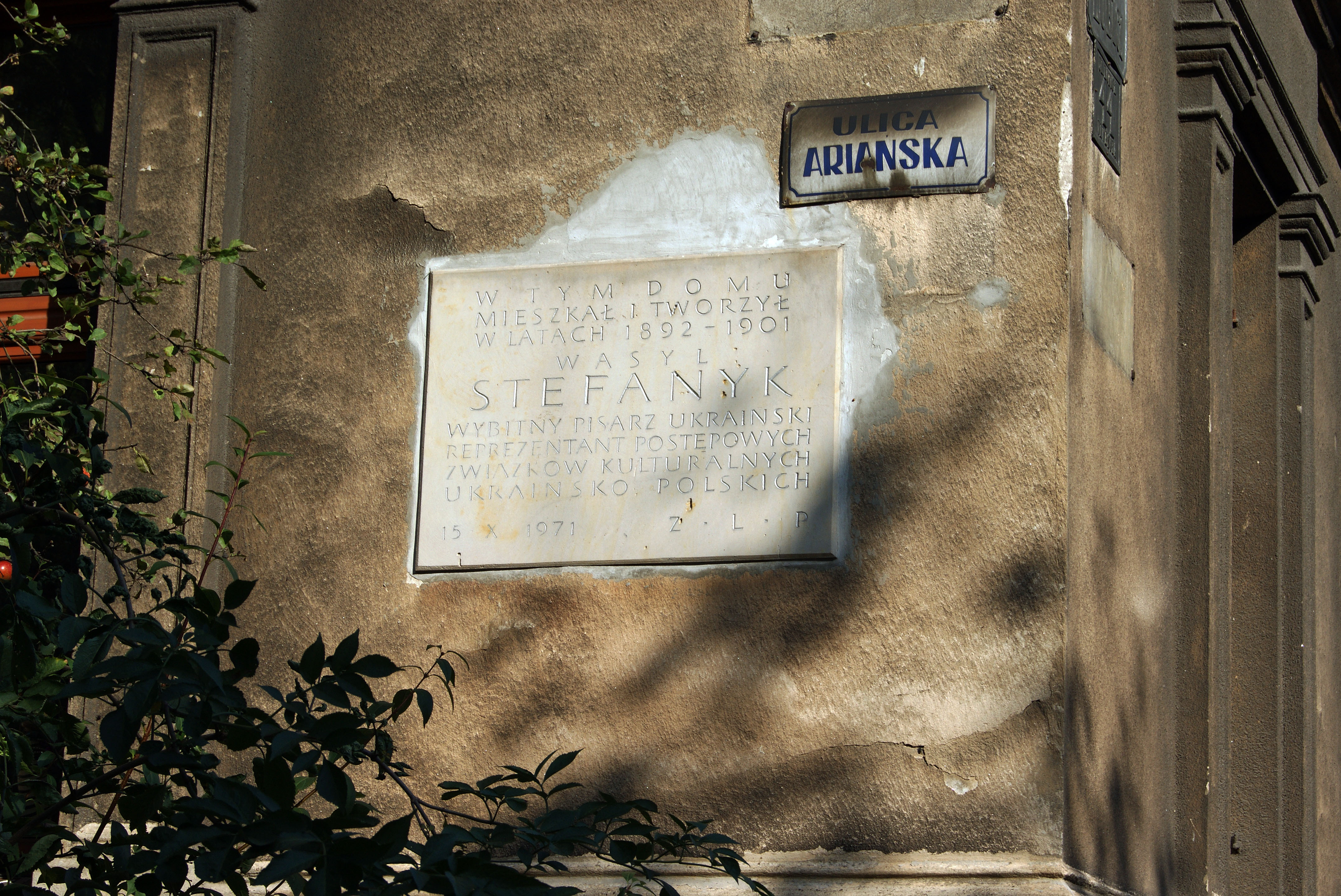
Tablica pamiątkowa na domu w którym mieszkał w latach 1892-1901,
Kraków ul. Lubicz 44 (ul. Ariańska 1)

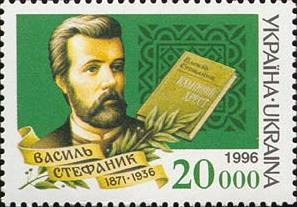
Pisarz na ukraińskim znaczku pocztowym

Wasyl Stefanyk, ukr. Василь Стефаник (ur. 14 maja 1871 we wsi Rusów w powiecie śniatyńskim, zm. 7 grudnia 1936 tamże) – ukraiński pisarz, polityk, zięć Kyryła Hamoraka, poseł do galicyjskiego parlamentu.

## Życiorys
Urodził się w bogatej rodzinie chłopskiej. Po ukończeniu szkoły podstawowej w Śniatyniu w 1883 wstąpił do c. k. gimnazjum w Kołomyi z polskim językiem wykładowym, gdzie ze względu na pochodzenie społeczne był dyskryminowany przez nauczycieli i uczniów. W okresie gimnazjalnym narodziła się przyjaźń Stefanyka z Łesiem Martowyczem. Obaj byli członkami tajnego kółka uczniowskiego, którego celem była obrona interesów ukraińskich i krzewienie oświaty wśród ludu. Za oświatową propagandę członków kółka, a wśród nich Stefanyka i Martowicza, usunięto z kołomyjskiego gimnazjum. Obaj dostali się do siódmej klasy gimnazjum w Drohobyczu. Tu Stefanyk po raz pierwszy spotkał Iwana Frankę, z którym potem utrzymywał przyjacielskie stosunki i którego najwięcej cenił spośród pisarzy ukraińskich. Po ukończeniu gimnazjum Stefanyk wstąpił na uniwersytet w Krakowie, aby studiować medycynę. W latach akademickich Stefanyk brał udział w życiu społecznym, jeździł po wsiach, agitując za chłopskimi kandydatami do parlamentu.

### Początki twórczości
W latach 1896–1897 Stefanyk zaczynał tworzyć swoje „obrazki” liryczne, nie drukował ich jednak, chcąc – jak stwierdzał w swych listach – wydostać się z lasu różnych literackich kierunków, które teraz opadły mię na rozdrożu i ciągną każdy w swoją stronę. Od białych wierszy młody pisarz przechodził stopniowo do realistycznych szkiców z życia chłopskiego, które prezentowały nędzę, trudną sytuację ekonomiczną, polityczny stan chłopów wschodniej Galicji. Pierwsze nowele ogłosił Stefanyk w roku 1897 w bukowińskiej gazecie „Pracia” wydawanej w Czerniowcach, a pierwszy zbiór jego nowel pt. Synia knyżeczka ukazał się w roku 1899. Następnie wyszły drukiem zbiory opowiadań: Kaminnyj chrest (1900), Doroha (1901) oraz wybór nowel: Moje słowo (1905). Pozycje te prawie wyczerpują twórczość pisarza z okresu 1897–1902. Kiedy jego utwory zaczęły zyskiwać rozgłos i wychodzić w przekładach na język rosyjski, czeski i polski, ten artysta pióra zamilkł do roku 1916.

### Działalność polityczna.I wojna światowa
W roku 1903 Stefanyk po raz pierwszy wyjechał na Wielką Ukrainę na uroczystość odsłonięcia pomnika Iwana Kotlarewskiego. W czasie pobytu w Kijowie i Połtawie poznał najwybitniejszych ukraińskich pisarzy: Mychajła Kociubyńskiego, Łesię Ukrainkę, Mychajłę Staryckiego i innych. W latach 1908–1918 był Stefanyk posłem do parlamentu austriackiego. I wojna światowa zastała pisarza w rodzinnym Rusowie. Pod wrażeniem przeżyć wojennych Stefanyk znowu zaczął pisać: w roku 1916 powstawał nowela Ditocza pryhoda. Odtąd, aż do śmierci, artysta nie porzucił pracy literackiej. W 1926 ukazał się zbiór nowel powojennych – Zemla. Nazwisko Stefanyka zdobywało popularność w ukraińskim społeczeństwie. Rząd USRR przyznał pisarzowi dożywotnią rentę.
Powstałe w znacznej mierze w Krakowie nowele Wasyla Stefanyka, które tłumaczyli na język polski, analizowali i popularyzowali krakowscy pisarze, krytycy, badacze i wydawcy, np. w „Życiu”, „Czasie Krakowskim” czy „Świecie Słowiańskim”, zajmują centralne miejsce w dziejach polsko-ukraińskich stosunków literackich końca XIX i początku XX wieku. Liczba tłumaczeń utworów Wasyla Stefanyka na język polski w latach 1899-1951 przekracza sto pozycji. Tłumaczami Stefanyka byli m.in.: Wacław Moraczewski (Szkoda, Osiń), Henryk Folg (Weczirnia hodyna), Michał Moczulski (Kłenowi łystky). Szczególne miejsce zajmuje Władysław Orkan. Dzięki zetknięciu się z życiem literackim Ukraińców we Lwowie zaprzyjaźnił się z kilkoma twórcami literatury ukraińskiej – Bohdanem Łepkim, Wasylem Stefanykiem, Sydorem Twerdochlibem. Tłumaczył utwory pisarzy ukraińskich, w tym także nowele Stefanyka – m.in. Palij, wydrukowaną w 1901 roku w warszawskim „Głosie” oraz Kłenowi łystky i Kaminnyj chrest, które ukazały się w wychodzącym we Lwowie piśmie „Tydzień”. Tłumacząc na język polski utwory współczesnych poetów ukraińskich, wraz z przedstawicielami inteligencji ukraińskiej Bohdanem Łepkim, Wołodymyrem Jaroszem, Sydorem Twerdochlibem wydał Orkan dwa szczególnie ważne zbiory utworów pisarzy ukraińskich w przekładach na język polski – Młoda Ukraina (1908) i Antologia współczesnych poetów ukraińskich (1910).